# Kamminke
Kamminke település Németországban, Mecklenburg-Elő-Pomeránia tartományban. Lakosainak száma 245 fő (2023. december 31.).

## Népesség
A település népességének változása:
| Lakosok száma | 248  | 249  | 247  | 244  | 245  |
|               | 2017 | 2019 | 2021 | 2022 | 2023 |